# 2-я Гражданская улица
Втора́я Гражда́нская у́лица (до 7 июня 1922 года — Втора́я Меща́нская у́лица) — улица в Восточном административном округе города Москвы на территории района Богородское.

## История
Первоначально улица называлась Пе́рвая Меща́нская у́лица. Предположительно, название было дано сельскими властями, переносившими в село Богородское названия столичных улиц (2-я Мещанская улица — название улицы Гиляровского до 25 марта 1966 года). Также возможно, что сюда в своё время переселились выходцы из городов западных районов Российской империи (Украина, Белоруссия, Польша), которые могли принести своё именование горожан — «мещане» (в ряде славянских языков, в том числе украинском, белорусском, польском, понятие «город» выражается словом «место», «място», «мисто»; следовательно, «мещанин», «местчанин» означает «живущий в городе», «горожанин»). Улица получила современное название 7 июня 1922 года в знак противопоставления «гражданских» интересов «мещанским» (в понимании значения этих слов тогдашними идеологами; однако прежде слово «гражданин» также употреблялось в значении «живущий в городе», «горожанин»).

## Расположение
2-я Гражданская улица, являясь продолжением Кузнецовской улицы, проходит от 3-й Гражданской улицы на юг, поворачивает на юго-восток и проходит до 1-й Гражданской улицы.
Ранее 2-я Гражданская улица проходила от 1-й Гражданской улицы, была почти полностью застроена в конце 1970-х годов; участок между 1-й Гражданской улицей и Кузнецовской улицей также назывался Офицерский, Гражданский, Красноармейский переулок.

## Примечательные здания и сооружения
По нечётной стороне:
- бывший дом 7 — в 1930-х годах находился Объединённый женский лечебно-трудовой профилакторий (ЛТП)[10].

По чётной стороне:
- дом 8 — вечерняя (сменная) школа № 148.

## Транспорт

### Наземный транспорт
По 2-й Гражданской улице не проходят маршруты наземного общественного транспорта. Севернее улицы, на пересечении 1-й Мясниковской, Кузнецовской, Миллионной, 3-й Богатырской улиц и Погонного проезда, расположено трамвайное кольцо «Богородское» с одноимёнными остановками маршрутов № 2, 4, 7, 46, юго-восточнее, на 1-й Прогонной улице, — остановка «1-я Прогонная улица» автобусного маршрута № 80.

### Метро
- Станция метро «Преображенская площадь» Сокольнической линии — южнее улицы, на Преображенской площади на пересечении Преображенской и Большой Черкизовской улиц с Краснобогатырской улицей и улицей Преображенский Вал.
- Станция метро «Бульвар Рокоссовского» Сокольнической линии — восточнее улицы, на Ивантеевской улице.

### Железнодорожный транспорт
- Станция МЦК «Бульвар Рокоссовского» — восточнее улицы, на 6-м проезде Подбельского.